# درماتیت رپنس

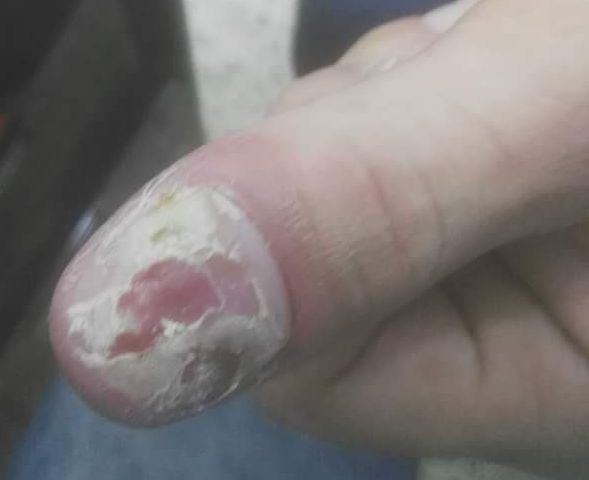

درماتیت رپنس (به انگلیسی: Dermatitis repens) (هم‌چنین شناخته‌شده به عنوان «زنجیرهٔ اکردرمایتس» (به انگلیسی: Acrodermatitis continua): 1026 ) نادر، و فوران پوسچرلر از انگشتان دست و پا است که به آرامی به صورت مبدایی گسترش می‌یابد.: 1026 : 631 : 195 